# Viaggio di Alfonso XIII e Primo de Rivera in Italia
Il viaggio di Alfonso XIII e Primo de Rivera in Italia avvenne nel novembre 1923 quando il re Alfonso XIII di Spagna e la sua consorte Vittoria Eugenia di Battenberg, accompagnati dal dittatore Miguel Primo de Rivera, che era diventato capo del governo dopo il colpo di Stato del 13 settembre 1923, fecero una visita ufficiale via mare nel Regno d'Italia, paese in cui, nell'ottobre 1922, era salito al potere Benito Mussolini.

## Storia
Già durante gli ultimi governi della monarchia costituzionale prima del colpo di stato di Primo de Rivera, il ministro di Stato Santiago Alba Bonifaz si era adoperato per gestire un viaggio di Alfonso XIII in Italia e promuovere un accordo commerciale. Il viaggio si concretizzò con Primo de Rivera al potere. Fu il primo viaggio di un re di Spagna in Italia dalla sua unificazione. Si svolse in un periodo di crescente francofobia nella politica estera spagnola, creando una notevole aspettativa attorno al possibile avvicinamento tra due regimi dittatoriali, quelli di Miguel Primo de Rivera e Benito Mussolini, entrambi di recente costituzione. I reali spagnoli arrivarono a Valencia il 16 novembre per imbarcarsi. Furono incontrati a metà della rotta e scortati da una flottiglia di navi italiane. Il 19 novembre furono ricevuti dai monarchi italiani a Roma. Durante il viaggio Alfonso XIII avrebbe presentato Miguel Primo de Rivera al monarca italiano Vittorio Emanuele III come "il mio Mussolini".
Pio XI offrì udienza ufficiale ad Alfonso XIII il 20 novembre; a questa si presentò come «sovrano che considera il suo più alto titolo d'onore definirsi cattolico»; il discorso pronunciato durante l'udienza dal monarca spagnolo (che Shlomo Ben-Ami è arrivato a definire ultramontano), si distinse per un cristianesimo eccessivamente militante, quasi crociato, che lasciò lo stesso pontefice esterrefatto. Il Papa decise di dare una risposta meno bellicosa.
Il 21 novembre ebbe luogo un pranzo ufficiale a Palazzo Venezia dove Primo de Rivera incontrò Mussolini di persona. Primo de Rivera lodò il dittatore italiano ed espresse le sue simpatie per il regime italiano, e arrivò a descrivere il Duce come sua ispirazione e maestro. Il capo del fascismo, rispetto all'entusiasmo di Primo, fece dichiarazioni più contenute sulla Spagna e sulla dittatura di Primo de Rivera e descrisse il generale di Cadice come "capo del fascismo spagnolo". Nonostante la negoziazione di un trattato tra Spagna e Italia, quest'ultimo non fu mai firmato.
Alfonso XIII fece anche un'ulteriore visita di natura privata al pontefice e si recò a Firenze, Bologna e Napoli, da dove si imbarcò per la Spagna.
Il 1º dicembre la delegazione arrivò al porto di Barcellona, dove fu accolta da 300 membri de La Traza.